# Федоровський сільський округ (Узункольський район)
Фе́доровський сільський округ (каз. Федоров ауылдық округі, рос. Фёдоровский сельский округ) — адміністративна одиниця у складі Узункольського району Костанайської області Казахстану. Адміністративний центр — село Федоровка.
Населення — 1242 особи (2021; 2293 у 2009, 2904 у 1999, 3398 у 1989).
Станом на 1989 рік існували Карл-Маркська сільська рада (села Ліски, Сибірка, селища Карла Маркса, Сокол) та Федоровська сільська рада (села Енгельс, Укаткан, Федоровка). Село Енгельс ліквідовано 2009 року. 2019 року Карл-Маркський сільський округ був розділений на Сибірську сільську адміністрацію та Сокольську сільську адміністрацію, які одразу увійшли до складу Федоровського сільського округу.

## Склад
До складу адміністрації входять такі населені пункти:
| Населений пункт    | Старі назви | Населення, осіб (1989) | Населення, осіб (1999) | Населення, осіб (2009) | Населення, осіб (2021) |
| ------------------ | ----------- | ---------------------- | ---------------------- | ---------------------- | ---------------------- |
| Енгельс, село      | -           | 144                    | 135                    | -                      | -                      |
| Карла Маркса, село | -           | 203                    | 207                    | 36                     | -                      |
| Ліски, село        | -           | 60                     | -                      | -                      | -                      |
| Сибірка, село      | -           | 411                    | 378                    | 329                    | 151                    |
| Сокол, село        | -           | 1018                   | 838                    | 775                    | 399                    |
| Укаткан, село      | -           | 249                    | 270                    | 181                    | 118                    |
| Федоровка, село    | -           | 1313                   | 1076                   | 972                    | 574                    |